# لیپو ممی
لیپو ممی (انگلیسی: Lippo Memmi; c. 1291 – 1356) نقاش اهل سیه‌نای ایتالیا بود. او یکی از مهم‌ترین پیروان سیمونه مارتینی، برادر همسرش بود.